# François Péan de La Croullardière
Pour les articles homonymes, voir Péan (homonymie).
François Péan de La Croullardière (1603-1683) est un controversiste français.

## Biographie
Il appartient à une famille de magistrature de Paris. Docteur en théologie, il est vicaire en l'église Saint-Germain-l'Auxerrois, dans cette même ville.

## Publications
- La Muse chasseresse., 1626, in-8, 16 p. L'ouvrage est dédié à Hercule de Rohan, duc de Montbazon (1568-1654), grand veneur de France de 1602 à 1643, lieutenant général en Bretagne et gouverneur de Nantes en 1598 ;
- Essai sur l'instruction d'un jeune prince. L'ouvrage est dédié à Marie de Rohan, duchesse de Chevreuse, fille du précédent. Dans cette dédicace, l'auteur parle de son zèle héréditaire pour la famille de Rohan. C'est de l'éducation de Louis Charles d'Albert de Luynes que l'auteur entretient la mère ;
- Abrégé des controverses, ou Sommaire des erreurs de la religion prétendue réformée, avec leur réfutation par textes de la Bible de Genève, Paris : L. Boulanger, 1650, in-16, 776 p. ;
- Apologie des controverses où est montré l'obligation que les catholiques ont de les savoir, et de travailler à la conversion des hérétiques, Paris : L. Boulanger, 1652, in-4, 84 p. ;
- Factum[2] pour damoiselle Gabrielle Courtin, veuve de feu Me Louis Péan, sieur de la Croullardière,... François, Louis, André et dame Magdeleine Péan... contre Urbain Lambert, avocat,... Etienne Ferrand,... et consorts, intervenants... , 1653, in-4 ;
- Deuxième abrégé des controverses, contenant la solide et convaincante preuve des véritez catholiques par l'Escriture sainte... avec la réfutation de l'hérésie des Jansénistes, Paris : L. Boulanger, 1654, in-4, 766 p. ;
- Troisième abrégé des controverses, ou le Triomphe de la vérité en la bouche des ministres, sur tous les articles de foy controversés, Paris : L. Boulanger, 1655, in-4, 343 p. ;
- Remarques faites sur la Lettre de M. Arnauld, envoyées à madame la duchesse de Chevreuse[3], Paris : L. Boullanger, 1655, in-4 ;
- Secondes Remarques sur la Seconde Lettre de M. Arnauld..., adressées à lui-même. Paris : L. Boullanger, 1655, in-4 ;
- Conférence d'un catholique avec un Janséniste, Paris : L. Boulanger, 1657, in-4, 30 p. ;
- Dernier traité des controverses, contenant la solution des objections des hérétiques, Luthériens, Calvinistes et Jansénistes..., Paris : L. Boulanger, 1657, in-4, 636 p. ;
- L'Essentiel des passages de l'Écriture sainte sur tous les articles de foi controversés, Bordeaux : J. Mongiron-Millanges, 1660, in-16, 108 p. ;
- Méthodes faciles pour convaincre les hérétiques. Ensemble XXX nullitez de la religion prétendue réformée, J. de La Caille, 1666, in-4, 358 p. ;
- Commentaire littéral et moral sur le Nouveau Testament de N. S. Jésus Christ, avec l'éclaircissement des passages dont abusent les hérétiques, pour combattre les vérités chrétiennes et catholiques..., Paris : J. de La Caille, 1670, in-4, 794 p. ;
- Commentaire littéral et moral sur les 150 Pseaumes de David, avec l'éclaircissement des passages dont abusent les hérétiques pour combattre les véritez catholiques, Paris : J. de La Caille, 1671, in-8, 528 p. ;
- Commentaire littéral et moral sur les Proverbes, l'Ecclésiaste, la Sagesse et l'Ecclésiastique ; ensemble un autre commentaire mystique et moral sur le cantique, avec l'éclaircissement des passages dont abusent les hérétiques..., Paris : J. de La Caille, 1673, in-8, 346 p. ;
- Commentaire littéral, allégorique et moral sur les Prophètes..., Paris : R.-J.-B. de La Caille, 1680, in-8, 702 p. ;
- Méthode pour attaquer et convaincre les Juifs., in-4, 4 p.

## Source partielle
- Archives biographiques françaises, 2e éd..
- « François Péan de La Croullardière », dans Alphonse-Victor Angot et Ferdinand Gaugain, Dictionnaire historique, topographique et biographique de la Mayenne, Laval, A. Goupil, 1900-1910 [détail des éditions] (BNF 34106789, présentation en ligne), t. IV, pp. 707-708.